# Grote Alliantie voor Verandering
De Grote Alliantie voor Verandering (Spaans: Gran Alianza por el Cambio), was een politieke alliantie (kartel) tussen partijen in Colombia die bij de presidentsverkiezingen van 1998 de kandidatuur van Andrés Pastrana Arango steunden. Pastrana nam het toen op tegen de kandidaat van de Colombiaanse Liberale Partij (Partido Liberale Colombiano), Horacio Serpa Uribe.
De Grote Alliantie voor Verandering bestond uit de Colombiaanse Conservatieve Partij (Partido Conservador Colombiano) - tot welke partij Pastrana behoort - en een fractie van de PLC onder Alfonso Valdivieso. Dankzij een corruptieschandaal waarbij enkele kopstukken van de PLC bij betrokken waren (w.o. president Ernesto Samper en presidentskandidaat Serpa) won Pastrana de presidentsverkiezingen. 
Na de presidentsverkiezingen sloten meer liberalen zich bij de Grote Alliantie aan en bij de verkiezingen van het voorzitschap van de beide kamers van het Congres (Colombiaanse parlement) werden kandidaten van de PCC - mede dankzij de dissidente liberalen - tot voorzitters gekozen. Nadien viel de Grote Alliantie snel uiteen, mede door het feit dat de president onderhandelingen was begonnen met de FARC, iets wat op fel verzet stuitte van de liberalen. De liberale dissidenten sloten zich weer aan bij de liberale fracties in het parlement, waarna er van de Grote Alliantie weinig meer overbleef. Omdat de herenigde liberalen in beide kamers van het Colombia een meerderheid bezaten, was president Pastrana zijn meerderheid in het Congres kwijt.